# Polder van A. Verdenius
De Polder van A. Verdenius is een voormalig waterschap in de provincie Groningen.
De polder was gelegen ten westen van de N388 (door Geertsema de Muntje- of Hobbelweg genoemd). De noordgrens lag op de weg Bakkerom van Boerakker (door Geertsema de Leidijk genoemd). De westgrens ga op zo'n 300 meter westelijk van de N388 en de zuidgrens zo'n 600 m ten zuiden van de weg Bakkerom. De polder sloeg uit via een molentje bij de N388 op een sloot die uitmondde in het Langs- of Wolddiep. Deze sloot liep door het huidige natuurgebiedje Bakkerom. Waterstaatkundig gezien ligt het gebied sinds 1995 binnen dat van het waterschap Noorderzijlvest.

## Naam
Verdenius was de bouwer van de molen en – anders dan men zou denken – niet de eigenaar van de bemalen gronden, dat was Jacob P. Lourens.